# Морган Хил
Морган Хил (на английски: Morgan Hill – „Морганов хълм“, „Хълм на Морган“) е град в окръг Санта Клара в Района на Санфранциския залив, щата Калифорния, Съединените американски щати.
Има население от 45 037 души (по приблизителна оценка от 2017 г.). и обща площ от 30,2 кв. км (11,7 кв. мили), изцяло суша.